# Michael Hurst
Michael Eric Hurst (ur. 20 września 1957 w Lancashire) – nowozelandzki aktor, znany jako odtwórca roli Jolaosa w serialach nowozelandzkich: Herkules (Hercules: The Legendary Journeys, 1994–1995) i Xena: Wojownicza księżniczka (Xena: Warrior Princess, 1995). Wyreżyserował kilka odcinków serialu Starz Spartakus (Spartacus: Blood and Sand, 2010) i Ash kontra martwe zło (Ash vs. Evil Dead, 2015).

## Filmografia

### Filmy
- 1981: Prisoners jako Sciano
- 1982: Daphne and Chloe jako Kevin McDermott
- 1984: Śmiertelna obsesja (Death Warmed Up) jako Michael Tucker
- 1985: Dangerous Orphans jako Moir
- 1992: The Footstep Man jako Henri de Toulouse-Lautrec
- 1993: Drastyczne Środki (Desperate Remedies) jako Willam Poyser
- 1993: Typhon’s People (TV) jako Constantine
- 1994: Herkules i Amazonki (Hercules and the Amazon Women, TV) jako Jolaos
- 1994: Herkules w królestwie podziemi (Hercules in the Underworld, TV) jako Charon
- 1994: Herkules w labiryncie Minotaura (Hercules in the Maze of the Minotaur, TV) jako Jolaus
- 1999: I’ll Make You Happy jako Lou
- 2001: Love Mussel jako Stephen Jessop
- 2003: Murder on the Blade? jako Prawnik obrony
- 2004: Fracture jako Athol Peet
- 2007: Tatuażysta (The Tattooist) jako Crash
- 2007: We’re Here to Help jako Rodney Hide
- 2007: The Map Reader jako Ben
- 2009: Ostre dziewczyny (Bitch Slap) jako Gage
- 2014: Death Walks Into a Bar jako Bóg wojny
- 2016: The Other Side of Love jako Magik

### Seriale TV
- 1995–1999: Herkules (Hercules: The Legendary Journeys) jako Jolaos
- 1998: Młody Herkules (Young Hercules) jako Charon
- 2001: Xena: Wojownicza księżniczka (Xena: Warrior Princess) jako Nigel
- 2002: Andromeda jako Ryan
- 2003: Shortland Street jako Greg Vicelich
- 2003: Power Rangers Ninja Storm jako D.J. Drummond i Vexacus (głos)
- 2003: Power Rangers S.P.D. jako Srebrnogłowy (głos)
- 2009: Miecz prawdy (Legend of the Seeker) jako Amfortas

### Gry komputerowe
- 2015: Path of Exile – Cesarz Izaro Phrecius[4]